# 矮滨蒿
矮滨蒿（学名：Artemisia nakaii）为菊科蒿属的植物。分布在朝鲜以及中国大陆的内蒙古、辽宁、河北等地，生长于海拔20米的地区，多生于河岸边、低海拔地区的海以及草原地区。